# Liga de la Justicia Antártida
La Liga de la Justicia Antártida (Justice League Antarctica) es un grupo ficticio de superhéroes del Universo DC, una rama de la Liga de la Justicia Internacional (Justice League International) que tuvo poca duración.

## Biografía ficticia
Este grupo fue creado cuando los miembros de la Liga de la Injusticia (Injustice League) decidieron cambiar de lado, y Maxwell Lord (que financiaba a la League) aceptó sus ofertas y, junto con G'nort (que a su vez invitó al Scarlet Skier), los envió a la Antártida para quitárselos del camino. Luego de detener a un grupo de híbridos pingüino/pirañas solamente para destruir toda su base en un terremoto, fueron despedidos. Sin embargo, y a pesar de no tener una embajada, el grupo permaneció unido, desempeñando la función de guardaespaldas de Maxwell Lord cuando se encontraba en coma después que le dispararan. También se unieron a las Ligas americana y europea, al grupo Conglomerado (Conglomerate), y al cazarrecompensas intergaláctico Lobo en una batalla contra Despero. Luego de esto, finalmente abandonaron la Liga.
Aunque sus membresías fueron cortas, la historia continúa siendo canónica. La "JLAnt" (tal como los llamaban las Ligas de la Justicia América y Europa) estuvo presente cuando todos los miembros (pasados, presentes y futuros) tanto de la Liga como de los Vengadores se unieron para combatir a Krona en la miniserie JLA/Avengers.

## Integrantes
- Mayor Desastre (líder)
- Big Sir
- Mighty Bruce
- Cluemaster
- Clock King
- Multi-Man
- G'nort
- Scarlet Skier